# Bank Ludowy Chin
Bank Ludowy Chin (chiń. upr. 中国人民银行; chiń. trad. 中國人民銀行; pinyin Zhōngguó Rénmín Yínháng) – bank centralny Chińskiej Republiki Ludowej z siedzibą w Pekinie.

## Historia
Bank Ludowy Chin powstał 1 grudnia 1948 r. w wyniku połączenia banku Huabei, banku Beihai oraz banku rolniczego Xibei. Pierwsza siedziba mieściła się Shijiazhuangu, w prowincji Hebei. W 1949 r. została przeniesiona do Pekinu. W okresie między 1949 a 1978 Ludowy Bank Centralny był jedynym bankiem w Chińskiej Republice Ludowej i realizował zadania zarówno banku centralnego, jak i banku komercyjnego.
W latach 80. jako część reform gospodarczych, komercyjne funkcje banku centralnego zostały przekazane czterem niezależnym bankom, które jednak należały do państwa. W 1983 r. Rada Państwa ogłosiła, że Bank Ludowy Chin będzie funkcjonował jako bank centralny Chińskiej Republiki Ludowej. Status banku centralnego został prawnie potwierdzony 18 marca 1995 r. na trzeciej sesji Ogólnochińskiego Zgromadzenia Przedstawicieli Ludowych. Wszystkie prowincjonalne i lokalne oddziały zostały zamknięte, a na ich miejsce powstało dziewięć oddziałów regionalnych. Zasięg nowo powstałych oddziałów nie odpowiada ustanowionym w państwie granicom administracyjnym. W 2003 r. Stały Komitet Ogólnochińskiego Zgromadzenia Przedstawicieli Ludowych X kadencji zatwierdził poprawki do ustawy wzmacniającej rolę Banku Ludowego Chin w ustalaniu założeń i realizacji polityki pieniężnej w celu zapewnienia stabilności finansowej państwa.

## Zadania
Bank Ludowy Chin prowadzi politykę pieniężną państwa oraz jest odpowiedzialny za emisję chińskiego yuana. Do lat 80. XX wieku bank realizował również zadania jako bank komercyjny udzielając m.in. kredytów.
W grudniu 1978 na fali reform gospodarczych następują zmiany w systemie bankowym państwa, z których główne dotyczyły Banku Ludowego Chin. Pierwszą zmianą jest przekazanie funkcji banku komercyjnego innym bankom. W 1979 r. powstaje Chiński Bank Rolniczy. Mimo to Bank Ludowy Chin nadal prowadzi działalność banku komercyjnego na obszarach miejskich. W 1984 r. powstaje Chiński Bank Przemysłowo-Handlowy i od tego momentu Ludowy Bank Centralny sprawuje tylko funkcje banku centralnego, czyli m.in. realizacja polityki pieniężnej i regulacja całego sektora finansowego w Chińskiej Republice Ludowej. Kolejną zmianą w systemie bankowym państwa miało być zmniejszenie wpływu Banku Ludowego Chin na sektor finansowy. W 1992 r. powstała Chińska Komisja Regulacyjna ds. papierów wartościowych (ang. China Securities Regulatory Commission). W 1998 powstała Chińska Komisja Regulacyjna ds. ubezpieczeń (ang. China Insurance Regulatory Commission). W 2003 r. powstała Chińska Komisja Regulacyjna ds. banków (ang. China Banking Regulatory Commission).
Wraz z powstaniem komisji regulacyjnych głównymi zadaniami Banku Ludowego Chin pozostają:
- bank emisyjny, który ma wyłączne prawo emitowania znaków pieniężnych będących prawnym środkiem płatniczym w Chińskiej Republice Ludowej,
- opracowywanie założeń i realizacja polityki pieniężnej państwa,
- zarządzanie rezerwami złota.

## Organizacja
Na czele Banku Ludowego Chin stoi prezes wraz z określoną liczbą zastępców. Prezes banku jest powoływany i odwoływany przez przewodniczącego Chińskiej Republiki Ludowej. Kandydaci na stanowisko prezesa LBC nominowani są przez premiera Chińskiej Republiki Ludowej i zatwierdzani przez Ogólnochińskie Zgromadzenie Przedstawicieli Ludowych (OZPL). W okresie między sesjami OZPL kandydatów zatwierdza Stały Komitet Ogólnochińskiego Zgromadzenia Przedstawicieli Ludowych. Zastępcy prezesa są nominowani odwoływani przez przewodniczącego Stałego Komitetu Ogólnochińskiego Zgromadzenia Przedstawicieli Ludowych.
Najważniejszym zadaniem prezesa banku jest nadzór nad funkcjonowaniem banku centralnego. W realizacji tego zadania wspierany jest przez mianowanych zastępców prezesa.

### Lista prezesów
- Nan Hanchen (南汉宸) od października 1949 do października 1954
- Cao Juru (曹菊如) od października 1954 od października 1964
- Hu Lijiao (胡立教) od października 1964 do 1966
- Chen Xiyu (陈希愈) od maja 1973 do stycznia 1978
- Li Baohua (李葆华) od stycznia 1978 do kwietnia 1982
- Lü Peijian (吕培俭) od kwietnia 1982 do marca 1985
- Chen Muhua (陈慕华) od marca 1985 do kwietnia 1988
- Li Guixian (李贵鲜) od kwietnia 1988 do lipca 1993
- Zhu Rongji (朱镕基) od lipca 1993 do czerwca 1995
- Dai Xianglong (戴相龙) od czerwca 1995 do grudnia 2002
- Zhou Xiaochuan (周小川) od grudnia 2002 do marca 2018
- Yi Gang (易纲) od marca 2018 do 25 lipca 2023[3]

- Pan Gongsheng(inne języki) od 25 lipca 2023[4]